# Rhampholeon nchisiensis
Rhampholeon nchisiensis — вид ігуаноподібних ящірок родини хамелеонових (Chamaeleonidae). Мешкає в Малаві, Танзанії і Замбії.

## Поширення і екологія
Rhampholeon nchisiensis мешкають в Малаві (у лісі Нчісі та в горах Місуку), на плато Ньїка на кордоні Малаві і Замбії та в Танзанії (в горах Укінга, Порото і Рангве). Вони живуть у вологих гірських тропічних лісах, на висоті від 1800 до 2400 м над рівнем моря.